# Norra folkkongressen
Norra folkkongressen, Northern People's Congress (NPC) var ett av de partier som efter andra världskriget förhandlade med den brittiska regeringen om självständighet för Nigeria.
Man enades om att Nigeria skulle bli en förbundsstat bestående av tre regioner: de östra, västra och norra regionerna. NPC hade sitt främsta stöd hos de muslimska hausa- och fulani-folken i den sistnämnda regionen. 
Vid parlamentsvalet 1959 fick NPC egen majoritet men valde ändå att samregera med Nationella medborgarrådet (NCNC). 
1 oktober 1960 utropades landets självständighet och Tafawa Balewa från NPC blev premiärminister.
1966 störtades han i en militärkupp och partiet upplöstes.